# Rosenthal (Dahme/Mark)
Rosenthal ist ein Dorf, welches als Ortsteil der Stadt Dahme/Mark angehört und im Landkreis Teltow-Fläming in Brandenburg an der Bundesstraße 102 liegt.

## Geographische Lage
Das Dorf Rosenthal liegt ca. 2 Kilometer östlich der Stadt Dahme/Mark. Die Bundesstraße 102 führt in West-Ost-Richtung südlich am Dorfkern vorbei. Von ihr zweigt die Straße Rosenthal im Westen und Osten jeweils nach Nordosten bzw. Nordwesten in den Ortskern ab und umschließt dort den Dorfanger. Es handelt sich um eines der östlichsten Flämingsdörfer, welches unmittelbar an den Niederlausitzer Landrücken grenzt.  

## Siedlungsform
Eine Besonderheit des Dorfes ist seine Ortsform. Bei dieser handelt es sich um eine Übergangsform eines Angerdorfs und eines Sackgassendorfs. Das aus dem Mittelalter stammende Ortsbild ist bis in die Gegenwart sehr gut erhalten.

## Geschichte
Die erste urkundliche Erwähnung des Dorfes ist auf das Jahr 1328 zurückzuführen; in jener urkundlichen Erwähnung wird der Name Petrus Dictus de Rosendal aufgeführt. Im Jahre 1346 kommt es zur ersten direkten Nennung des Dorfes unter dem Namen Rosental.
Begründet wurde das Dorf wohl im frühen 14. Jahrhundert als eines von vielen Dörfern im Rahmen der Deutschen Ostsiedlung durch Flämische Siedler, welche der Region ihren Namen verliehen. 
Infolge baubegleitender Maßnahmen konnten im Ortskern zahlreiche mittelalterliche sowie frühneuzeitliche Erdbefunde datiert und erfasst werden.

## Kultur und Sehenswürdigkeiten

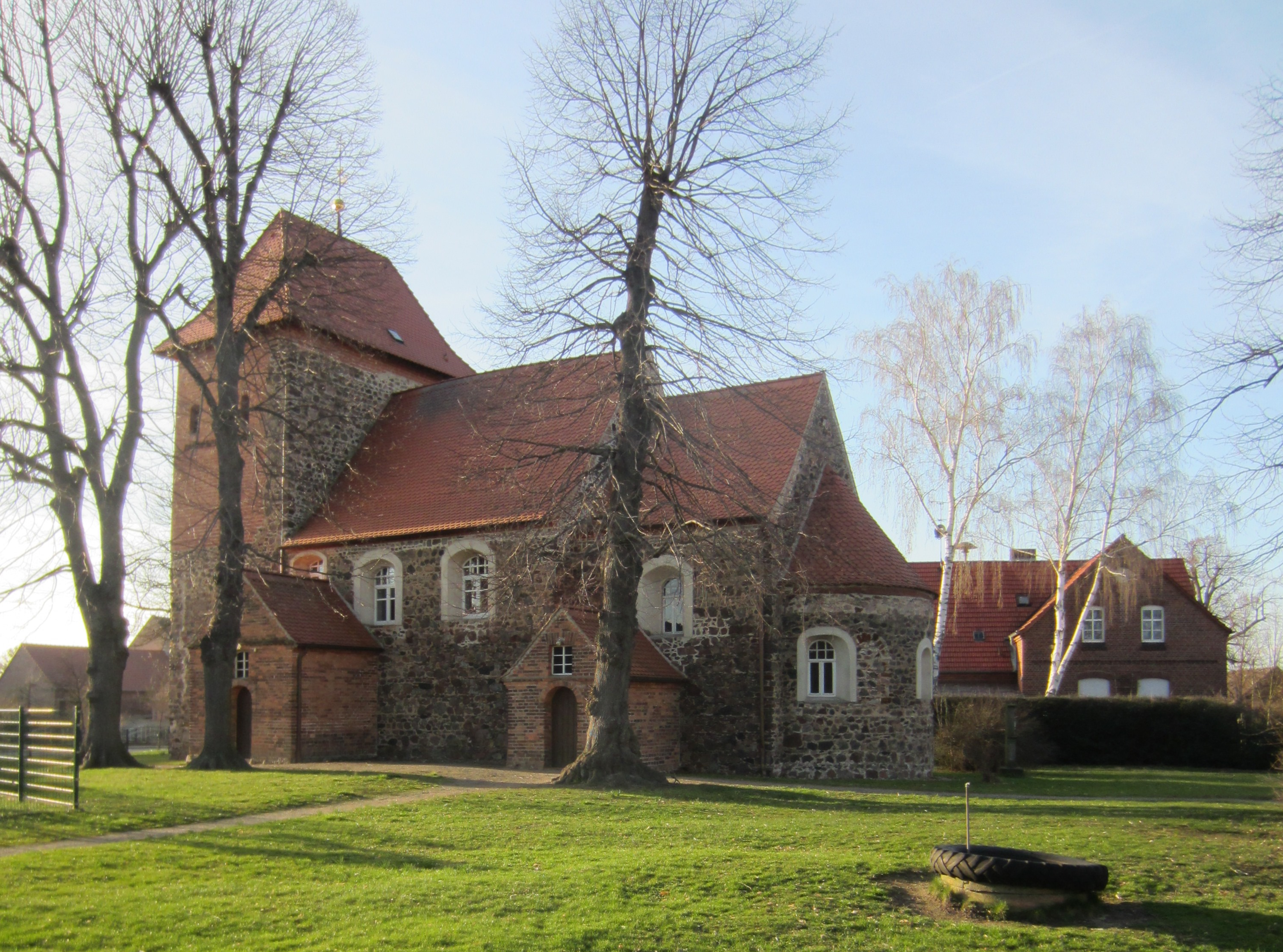
Dorfkirche Rosenthal

### Dorfkirche Rosenthal
In der Mitte des Dorfangers ist die evangelische Rosenthaler Dorfkirche vorzufinden. Bei dieser handelt es sich um eine spätromanische Feldsteinkirche. Der Kirchenbau geht frühsten Datierungen zufolge auf das späte 12. Jahrhundert zurück. Der Kirchenführer des Kirchenkreises Zossen-Fläming gibt als Bauzeitraum hingegen die erste Hälfte des 13. Jahrhunderts an. Die Kirche ist durch einen Zaun eingefriedet. 
Zur Ausstattung der Kirche zählt ein Altarretabel aus dem Jahr 1627, welches das Abendmahl Jesu illustriert. 

### Holländerwindmühle von Rosenthal
Zurückgesetzt an der Bundesstraße von Luckau nach Dahme/Mark liegt die Rosenthaler Holländerwindmühle, Baujahr 1878. Die Holländerwindmühle verfügt über einen festen, meist aus Stein errichteten, runden bis eckigen Baukörper, dessen obere Kappe beweglich ist. An der Rosenthaler Mühle fehlen heute die charakteristischen vier Flügel.  
Bis in die 1930er-Jahre befand sich die Mühle in Betrieb. Infolge eines Orkans wurden Windrad und Flügel erheblich beschädigt und in der Folge demontiert. Infolgedessen handelt es sich bei der Rosenthaler Mühle um einen sogenannten Galerieholländer.

## Persönlichkeiten
- Jürgen Villmow (* 1955), Künstler und Architekt, lebte bis 1965 in Rosenthal und betreibt heute im elterlichen Bauernhaus ein Atelier